# Weltcup im Skibergsteigen 2022/23
Der Weltcup im Skibergsteigen 2022/23 war die in der Wintersportsaison 2022/23 wichtigste von der International Ski Mountaineering Federation ausgetragene Wettkampfserie im Skibergsteigen. Die Saison begann am 25. November 2022 in Val Thorens und endete am 15. April 2023 in Tromsø.

## Terminkalender
| #                                                                 | Datum             | Land       | Ort            | Einzel | Sprint | Vertical | Staffel |
| ----------------------------------------------------------------- | ----------------- | ---------- | -------------- | ------ | ------ | -------- | ------- |
| 1                                                                 | 25.–27. November  | Frankreich | Val Thorens    |        | ●      |          | ●       |
| 2                                                                 | 16.–18. Dezember  | Italien    | Ponte di Legno | ●      | ●      |          |         |
| 3                                                                 | 21.–22. Januar    | Andorra    | Arinsal        | ●      |        | ●        |         |
| 4                                                                 | 7. – 10. Februar  | Schweiz    | Morgins        | ●      | ●      | ●        |         |
| 5                                                                 | 16. – 19. Februar | Italien    | Martelltal     | ●      | ●      |          | ●       |
| 26. Februar bis 4. März 2025 – Weltmeisterschaften in Vall de Boí |                   |            |                |        |        |          |         |
| 6                                                                 | 18.–19. März      | Österreich | Schladming     |        | ●      | ●        |         |
| 7                                                                 | 11.–15. April     | Norwegen   | Tromsø         | ●      | ●      | ●        | ●       |
| Anzahl                                                            | Anzahl            | Anzahl     | Anzahl         | 5      | 6      | 4        | 3       |

## Herren

### Weltcup-Übersicht
| Datum      | Austragungsort | Disziplin     | Sieger             | Zweiter            | Dritter           |
| ---------- | -------------- | ------------- | ------------------ | ------------------ | ----------------- |
| 25.11.2022 | Val Thorens    | Sprint        | Arno Lietha        | Iwan Arnold        | Thomas Bussard    |
| 16.12.2022 | Ponte di Legno | Sprint        | Arno Lietha        | Iwan Arnold        | Nicolò Canclini   |
| 18.12.2022 | Ponte di Legno | Einzel        | Rémi Bonnet        | Davide Magnini     | Thibault Anselmet |
| 21.01.2023 | Arinsal        | Einzel        | Thibault Anselmet  | Rémi Bonnet        | Maximilien Drion  |
| 22.01.2023 | Arinsal        | Vertical Race | Rémi Bonnet        | Maximilien Drion   | Thibault Anselmet |
| 07.02.2023 | Morgins        | Sprint        | Cardona Oriol Coll | Arno Lietha        | Thibault Anselmet |
| 08.02.2023 | Morgins        | Vertical Race | Rémi Bonnet        | Maximilien Drion   | Werner Marti      |
| 10.02.2023 | Morgins        | Einzel        | Rémi Bonnet        | Xavier Gachet      | Matteo Eydallin   |
| 16.02.2023 | Martelltal     | Einzel        | Matteo Eydallin    | Robert Antonioli   | Xavier Gachet     |
| 19.02.2023 | Martelltal     | Sprint        | Arno Lietha        | Cardona Oriol Coll | Iwan Arnold       |
| 18.03.2023 | Schladming     | Sprint        | Arno Lietha        | Thibault Anselmet  | Robin Galindo     |
| 19.03.2023 | Schladming     | Vertical Race | Rémi Bonnet        | Maximilien Drion   | Werner Marti      |
| 12.04.2023 | Tromsø         | Vertical Race | Rémi Bonnet        | Maximilien Drion   | Paul Verbnjak     |
| 14.04.2023 | Tromsø         | Einzel        | Rémi Bonnet        | Davide Magnini     | Matteo Eydallin   |
| 15.04.2023 | Tromsø         | Sprint        | Arno Lietha        | Cardona Oriol Coll | Matteo Favre      |

### Wertungen

#### Gesamtweltcup
Endstand nach 15 von 15 Rennen (Top 10)
| Rang | Athlet             | Punkte |
| ---- | ------------------ | ------ |
| 1.   | Thibault Anselmet  | 1044   |
| 2.   | Maximilien Drion   | 891    |
| 3.   | Rémi Bonnet        | 800    |
| 4.   | Nicolò Canclini    | 701    |
| 5.   | Robert Antonioli   | 684    |
| 6.   | Cardona Oriol Coll | 658    |
| 7.   | Paul Verbnjak      | 643    |
| 8.   | Arno Lietha        | 638    |
| 9.   | Aurélien Gay       | 573    |
| 10.  | Thomas Bussard     | 566    |

| Rang | Athlet              | Punkte |
| ---- | ------------------- | ------ |
| 1.   | Rémi Bonnet         | 390    |
| 2.   | Thibault Anselmet   | 358    |
| 3.   | Matteo Eydallin     | 355    |
| 4.   | Robert Antonioli    | 332    |
| 5.   | Nadir Maguet        | 305    |
| 6.   | Xavier Gachet       | 296    |
| 7.   | William Bon Mardion | 293    |
| 8.   | Maximilien Drion    | 278    |
| 9.   | Michele Boscacci    | 268    |
| 10.  | Davide Magnini      | 234    |

| Rang | Athlet             | Punkte |
| ---- | ------------------ | ------ |
| 1.   | Arno Lietha        | 590    |
| 2.   | Iwan Arnold        | 454    |
| 3.   | Thibault Anselmet  | 412    |
| 4.   | Cardona Oriol Coll | 396    |
| 5.   | Nicolò Canclini    | 393    |
| 6.   | Matteo Favre       | 386    |
| 7.   | Robin Galindo      | 334    |
| 8.   | Iñigo Martínez     | 263    |
| 9.   | Florian Sautel     | 263    |
| 10.  | Maximilien Drion   | 253    |

| Rang | Athlet             | Punkte |
| ---- | ------------------ | ------ |
| 1.   | Rémi Bonnet        | 400    |
| 2.   | Maximilien Drion   | 360    |
| 3.   | Thibault Anselmet  | 274    |
| 4.   | Paul Verbnjak      | 271    |
| 5.   | Werner Marti       | 235    |
| 6.   | Aurélien Gay       | 213    |
| 7.   | Gédéon Pochat      | 209    |
| 8.   | Federico Nicolini  | 201    |
| 9.   | Cardona Oriol Coll | 187    |
| 10.  | Anselme Damevin    | 181    |

## Damen

### Weltcup-Übersicht
| Datum      | Austragungsort | Disziplin     | Sieger                 | Zweiter                | Dritter               |
| ---------- | -------------- | ------------- | ---------------------- | ---------------------- | --------------------- |
| 25.11.2022 | Val Thorens    | Sprint        | Emily Harrop           | Marianne Fatton        | Giulia Murada         |
| 16.12.2022 | Ponte di Legno | Sprint        | Célia Perillat-Pessey  | Marianna Jagerčíková   | Léna Bonnel           |
| 18.12.2022 | Ponte di Legno | Einzel        | Axelle Gachet-Mollaret | Giulia Murada          | Alba De Silvestro     |
| 21.01.2023 | Arinsal        | Einzel        | Axelle Gachet-Mollaret | Célia Perillat-Pessey  | Ana Alonso            |
| 22.01.2023 | Arinsal        | Vertical Race | Axelle Gachet-Mollaret | Sarah Dreier           | Célia Perillat-Pessey |
| 07.02.2023 | Morgins        | Sprint        | Emily Harrop           | Giulia Murada          | Marianna Jagerčíková  |
| 08.02.2023 | Morgins        | Vertical Race | Axelle Gachet-Mollaret | Sarah Dreier           | Giulia Murada         |
| 10.02.2023 | Morgins        | Einzel        | Axelle Gachet-Mollaret | Giulia Murada          | Emily Harrop          |
| 16.02.2023 | Martelltal     | Einzel        | Axelle Gachet-Mollaret | Emily Harrop           | Giulia Murada         |
| 19.02.2023 | Martelltal     | Sprint        | Emily Harrop           | Léna Bonnel            | Célia Perillat-Pessey |
| 18.03.2023 | Schladming     | Sprint        | Emily Harrop           | Marianne Fatton        | Giulia Murada         |
| 19.03.2023 | Schladming     | Vertical Race | Sarah Dreier           | Axelle Gachet-Mollaret | Emily Harrop          |
| 12.04.2023 | Tromsø         | Vertical Race | Emily Harrop           | Sarah Dreier           | Giulia Murada         |
| 14.04.2023 | Tromsø         | Einzel        | Emily Harrop           | Alba De Silvestro      | Ana Alonso            |
| 15.04.2023 | Tromsø         | Sprint        | Marianne Fatton        | Emily Harrop           | Déborah Marti         |

### Wertungen

#### Gesamtweltcup
Endstand nach 15 von 15 Rennen (Top 10)
| Rang | Athletin               | Punkte |
| ---- | ---------------------- | ------ |
| 1.   | Emily Harrop           | 1138   |
| 2.   | Giulia Murada          | 1098   |
| 3.   | Célia Perillat-Pessey  | 1035   |
| 4.   | Axelle Gachet-Mollaret | 929    |
| 5.   | Ana Alonso             | 821    |
| 6.   | Marianna Jagerčíková   | 752    |
| 7.   | Alba De Silvestro      | 747    |
| 8.   | Johanna Hiemer         | 724    |
| 9.   | Alessandra Schmid      | 669    |
| 10.  | Giulia Compagnoni      | 661    |

| Rang | Athletin               | Punkte |
| ---- | ---------------------- | ------ |
| 1.   | Axelle Gachet-Mollaret | 435    |
| 2.   | Giulia Murada          | 400    |
| 3.   | Alba De Silvestro      | 390    |
| 4.   | Célia Perillat-Pessey  | 346    |
| 5.   | Emily Harrop           | 337    |
| 6.   | Ana Alonso             | 333    |
| 7.   | Giulia Compagnoni      | 266    |
| 8.   | Johanna Hiemer         | 262    |
| 9.   | Mara Martini           | 243    |
| 10.  | Alessandra Schmid      | 230    |

| Rang | Athletin              | Punkte |
| ---- | --------------------- | ------ |
| 1.   | Emily Harrop          | 547    |
| 2.   | Célia Perillat-Pessey | 440    |
| 3.   | Marianna Jagerčíková  | 430    |
| 4.   | Marianne Fatton       | 426    |
| 5.   | Giulia Murada         | 403    |
| 6.   | Tatjana Paller        | 340    |
| 7.   | Déborah Marti         | 319    |
| 8.   | Ana Alonso            | 300    |
| 9.   | Caroline Ulrich       | 282    |
| 10.  | Iwona Januszyk        | 269    |

| Rang | Athletin               | Punkte |
| ---- | ---------------------- | ------ |
| 1.   | Sarah Dreier           | 370    |
| 2.   | Axelle Gachet-Mollaret | 356    |
| 3.   | Giulia Murada          | 295    |
| 4.   | Emily Harrop           | 254    |
| 5.   | Célia Perillat-Pessey  | 249    |
| 6.   | Alba De Silvestro      | 241    |
| 7.   | Alessandra Schmid      | 231    |
| 8.   | Johanna Hiemer         | 227    |
| 9.   | Marcela Vašínová       | 201    |
| 10.  | Ana Alonso             | 188    |

## Mixed

### Weltcup-Übersicht
| Datum      | Austragungsort | Disziplin | Sieger                                   | Zweiter                              | Dritter                                       |
| ---------- | -------------- | --------- | ---------------------------------------- | ------------------------------------ | --------------------------------------------- |
| 27.11.2022 | Val Thorens    | Staffel   | FrankreichEmily Harrop Thibault Anselmet | SpanienAna Alonso Oriol Cardona Coll | FrankreichCélia Perillat-Pessey Xavier Gachet |
| 18.02.2023 | Martelltal     | Staffel   | SpanienAna Alonso Oriol Cardona Coll     | FrankreichEmily Harrop Robin Galindo | SchweizCaroline Ullrich Matteo Favre          |
| 11.04.2023 | Tromsø         | Staffel   | SpanienAna Alonso Oriol Cardona Coll     | FrankreichLéna Bonnel Xavier Gachet  | ItalienAlba De Silvestro Michele Bosacci      |